# Someday (canción de Glass Tiger)
«Someday» (en español:Algún día) es una canción compuesta por la banda canadiense de pop rock Glass Tiger que fue lanzado al mercado en 1987 con el sello discográfico de Capitol Records.
La canción la escribió Jim Vallance, Alan Frew y Alan Connelly produciéndola Jim Vallance, la canción viene del álbum The Thin Red Line.
La canción fue #7 en el Billboard Hot 100 de los Estados Unidos y #17 en el RPM de Canadá. El álbum fue certificado con oro por CRIA de Canadá.

## Lista de canciones
| 7" Single |                                 |          |  |
| N.º       | Título                          | Duración |  |
| 1.        | «Someday» (versión de álbum)    | 3:37     |  |
| 2.        | «Someday» (versión de sencillo) | 3:35     |  |
| 3.        | «Vanishing Tribe»               | 4:06     |  |

| Extended Mix |                               |          |  |
| N.º          | Título                        | Duración |  |
| 1.           | «Someday» (versión extendida) | 7:21     |  |

| Dub versión |                         |          |  |
| N.º         | Título                  | Duración |  |
| 1.          | «Someday» (versión dub) | 6:26     |  |

## Posiciones en listas
| Alemania       | Media Control Charts | 26 |
| Australia      | Kent Music Report    | 97 |
| Canadá         | RPM                  | 14 |
| Estados Unidos | Billboard Hot 100    | 7  |
| Reino Unido    | UK Singles Chart     | 66 |